# Marchesato di Geraci
Il Marchesato di Geraci fu uno stato feudale esistito in Sicilia tra la prima metà del XV secolo e gli inizi del XIX secolo, che corrispondeva all'odierno comune di Geraci Siculo, ed al contermine territorio delle Madonie in provincia di Palermo.

## Storia
La Contea di Geraci, fondata in epoca normanna e situata nel Val Demone, nel XIII secolo passò in possesso dei Ventimiglia. Fu elevata a marchesato con Giovanni Ventimiglia, XVIII conte di Geraci per privilegio dato nel 1436 dal re Alfonso V d'Aragona, che lo investì del titolo di I marchese di Geraci, e per questo fu il primo feudatario siciliano a cui venne concesso un titolo marchionale.
Nel 1454, la capitale dello Stato fu trasferita a Castelbuono, borgo fondato nel 1317 dal conte Francesco I Ventimiglia sul feudo di Ypsigro, e dove da tempo i Marchesi di Geraci avevano fissato la propria residenza. A seguito di ciò, Castelbuono conobbe un importante periodo di sviluppo demografico, urbanistico ed economico, dovuto anche al massiccio afflusso di immigrati, non solo da altre zone della Sicilia, ma anche di profughi greci fuggiti dall'occupazione turca dei loro territori.
Il Marchesato di Geraci fu confiscato nel 1485 per ordine del viceré Gaspare de Spes al marchese Enrico IV Ventimiglia, a seguito della condanna emessa a carico di quest'ultimo per lo scontro avuto nel 1481 con il nipote Pietro Cardona, conte di Collesano. Il Viceré di Sicilia infierì ulteriormente con l'invio di militari nel territorio del Marchesato, che commisero numerose distruzioni e saccheggi. Lo Stato venne restituito al figlio Filippo Ventimiglia, IV marchese di Geraci, nel 1491, e il suo territorio subì un forte ridimensionamento a partire dal XVI secolo, con l'elevazione a principato di Castelbuono nel 1595, con la vendita di numerosi feudi e di casali come Castelluzzo (1568), Pettineo (1573), Gangi (1626) e Tusa (1669).
I Ventimiglia, che pur fregiatisi del titolo di Principi di Castelbuono continuarono ad essere identificati come Marchesi di Geraci, conservarono il possesso del loro Stato fino all'abolizione del feudalesimo avvenuto nel Regno di Sicilia nel 1812, a seguito della promulgazione della Costituzione siciliana concessa dal re Ferdinando III di Borbone. Ultimo feudatario fu Luigi Ruggero Ventimiglia Perpignano, il quale ebbe un seggio ereditario alla Camera dei pari del Regno di Sicilia come Principe di Castelbuono.

## Cronotassi dei Marchesi di Geraci

### Epoca feudale
- Giovanni Ventimiglia d'Aragona (1436-1475)
- Antonio Ventimiglia Prades (1475-1480)
- Enrico Ventimiglia Chiaromonte (1480-1485)
- Filippo Ventimiglia de Luna (1491-1497)
- Simone Ventimiglia de Luna (1497-1544)
- Giovanni Ventimiglia Moncada (1544-1553)
- Simone Ventimiglia Moncada (1553-1560)
- Giovanni Ventimiglia Ventimiglia (1560-1619)
- Giuseppe Ventimiglia Ventimiglia Requesens (1619-1620)
- Francesco Ventimiglia d'Aragona (1620-1647)
- Giovanni Ventimiglia Spadafora (1648-1675)
- Francesco Rodrigo Ventimiglia Marchese (1676-1688)
- Felicia Ventimiglia Pignatelli (1688-1689)
- Blasco Ventimiglia Marchese (1689-1692)
- Ruggero Ventimiglia Marchese (1698)
- Girolamo Ventimiglia Spadafora (1698-1706)
- Francesco Ventimiglia Corvino (1707-1711)
- Giovanni Ventimigli Di Giovanni (1712-1748)
- Luigi Ruggero Ventimiglia Sanseverino (1749-1771)
- Giovanni Luigi Ventimiglia Spinola (1772-1795)
- Luigi Ruggero Ventimiglia Perpignano (1795-1812)

### Epoca post-feudale
- Luigi Ruggero Ventimiglia Perpignano (1812-1823)
- Domenico Gaspare Ventimiglia Perpignano (1823-1833)
- Francesco Luigi Ventimiglia Perpignano (1833-?)
- Giovanni Luigi Ventimiglia Camarrone (?-1860)
- Corrada Ventimiglia Camarrone (1861-1886)
- Giovanna Ventimiglia Camarrone (1887-1905)